# Пелена

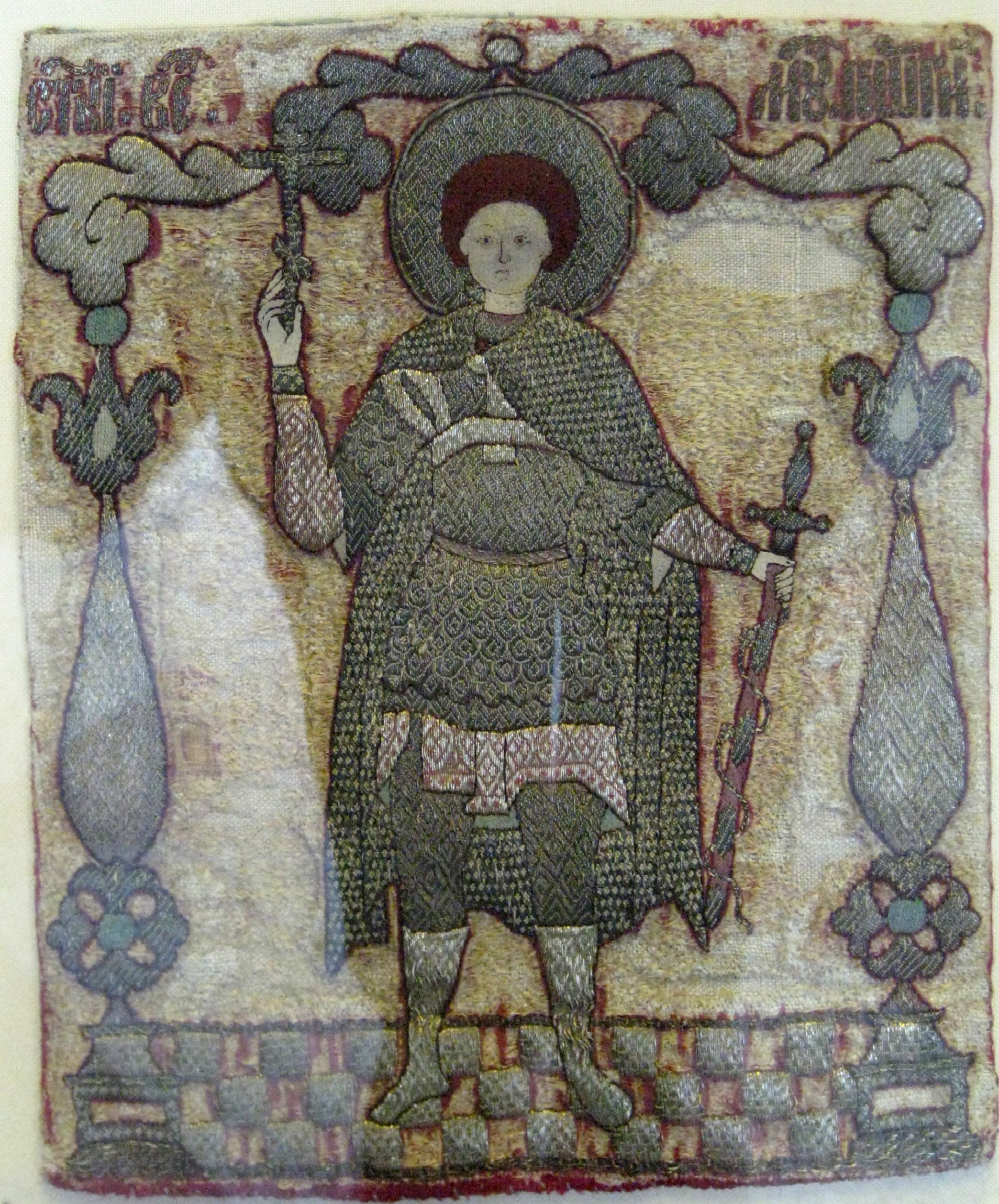
Великомученик Георгий (подвесная пелена, первая половина XVII века, ГИМ)

Пелена (пелена подвесная; греч. ποδέα) — плат, который подвешивался под иконы нижнего ряда иконостаса, а также под особо чтимые иконы, стоявшие в храме на отдельном постаменте или в киоте. Исполнение подвесной пелены было знаком особого почитания данного образа, благочестия заказчика и исполнителя.
На пеленах чаще всего изображали голгофские кресты, реже вышивали изображения Богоматери, Христа, святых или «праздников». Нередко сюжет пелены не повторял композицию иконы, а варьировал её, внося дополнительные смысловые акценты, а во многих случаях на пелене вышивался литургический текст, прославляющий иконное изображение. Пеленой называли также роспись нижних частей стен храма, имитирующую подвесную ткань со складками.

## Известные пелены
- Пелена Елены Волошанки